# Cyphochilus collinus
Cyphochilus collinus är en orkidéart som beskrevs av Rudolf Schlechter. Cyphochilus collinus ingår i släktet Cyphochilus, och familjen orkidéer. Inga underarter finns listade i Catalogue of Life.